# Aiglon du Lamentin
L’Aiglon du Lamentin Football Club – martynikański klub piłkarski z siedzibą w mieście Le Lamentin. Drużyna swoje mecze rozgrywa na stadionie Stade Omnisports.

## Sukcesy
- mistrzostwo Martyniki: 4 razy

1984, 1991, 1992, 1998
- Puchar Martyniki: 3 razy

1995, 1996, 2009
- Trophée du Conseil Général: 1 raz

1998

## Udział wPucharze Francji
- 1965/1966 – szósta runda
- 1991/1992 – ósma runda
- 2004/2005 – siódma runda
- 2006/2007 – siódma runda

## Udział w rozgrywkach CONCACAF
- CFU Club Championship: 1 występ

1998 – półfinał
- Puchar Mistrzów CONCACAF: 3 występy

1985 – rezultat nieznany
1993 – finał (Karaiby)
1992 – półfinał (CONCACAF)